# Homeward Bound: The Incredible Journey
Homeward Bound: The Incredible Journey (bra: A Incrível Jornada; prt: Regresso a Casa) é um filme estadunidense de 1993, dos gêneros comédia dramática e aventura, dirigido por Dwayne Dunham.
Trata-se de um remake de The Incredible Journey, de 1963,  baseado no romance homônimo de Sheila Burnford. 

## Elenco (vozes)
- Michael J. Fox - Chance
- Sally Field - Sassy
- Don Ameche - Shadow
- Bart, o Urso - Urso